# Čudzjavr
Čudzjavr (rusky Чудзьявр) je jezero na Kolském poloostrově v Murmanské oblasti v Rusku. Má rozlohu 57,8 km². Leží v nadmořské výšce 192 m.

## Původ názvu
Jméno jezera pochází z kildinské sámštiny.

## Pobřeží
Pobřeží je značně členité, na západě a jihozápadě srázné.

## Vodní režim
Zdrojem vody jsou sněhové a dešťové srážky. Z jezera, které náleží k úmoří Barentsova moře, odtéká řeka Čudzjok, 33 km dlouhý levostranný přítok řeky Voroňje.